# Synagoge (Keszthely)

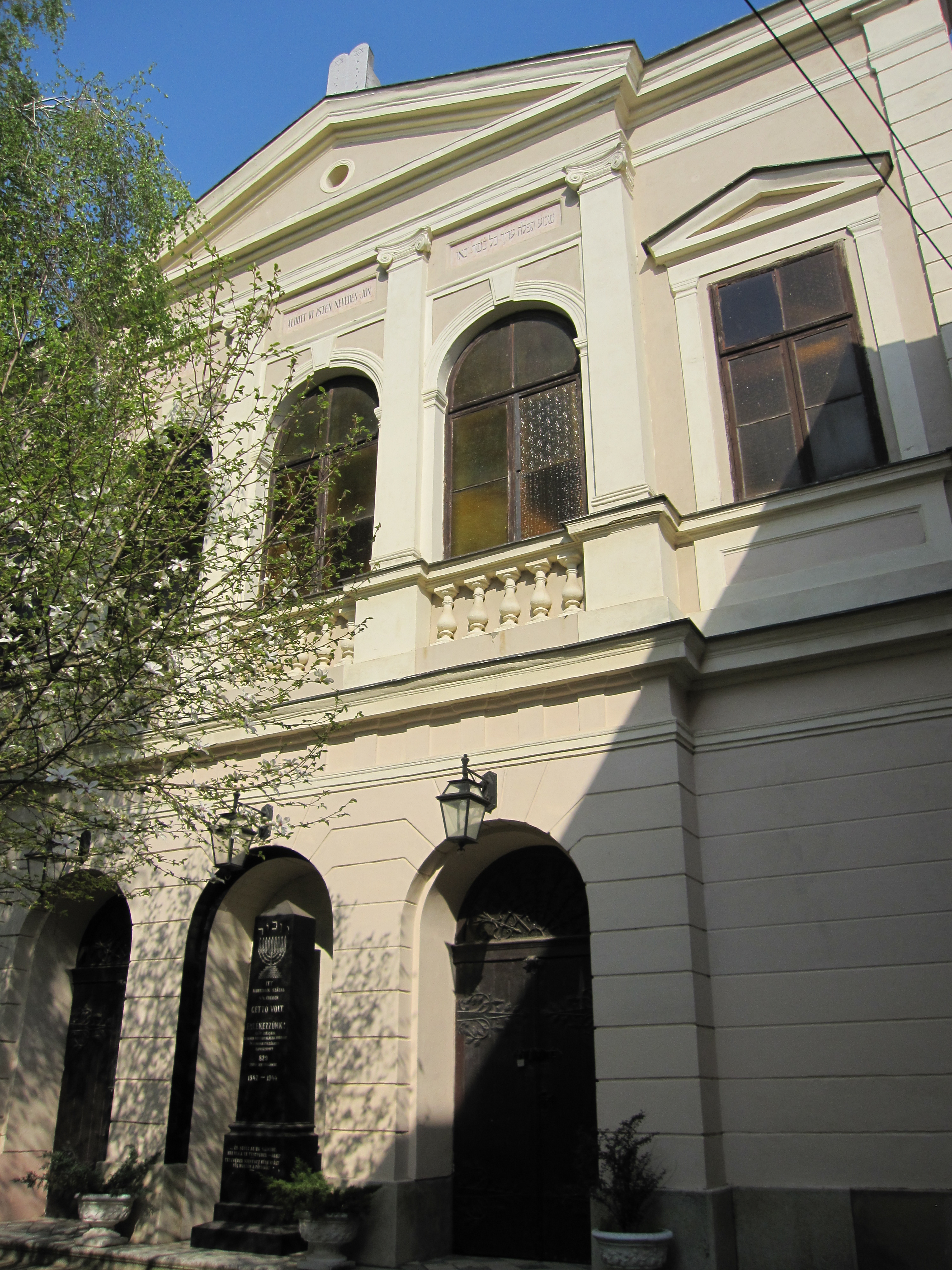
Synagoge in Keszthely

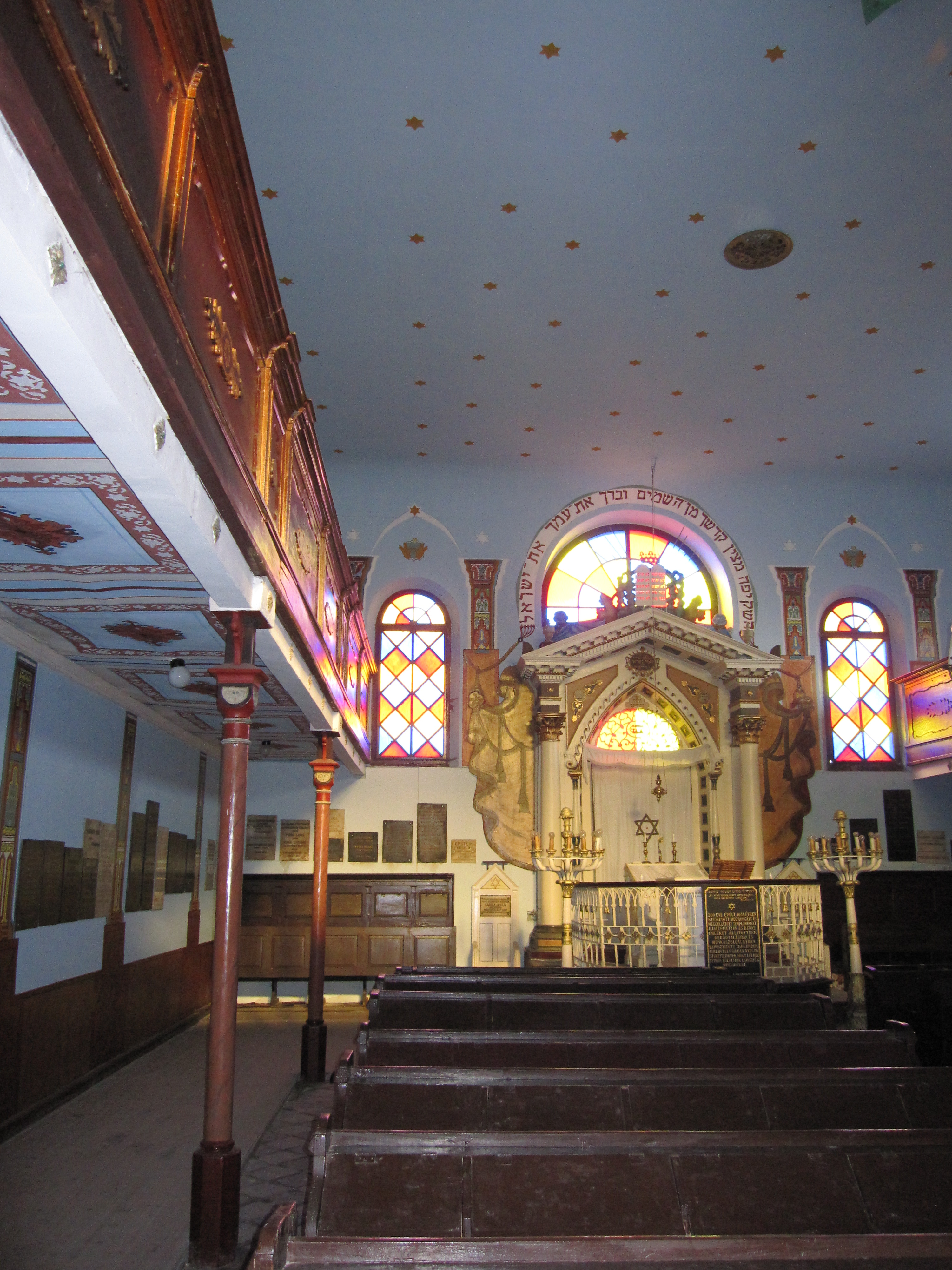
Innenansicht mit Blick zum Toraschrein

Die Synagoge in Keszthely, einer ungarischen Stadt im Komitat Zala am Westufer des Plattensees, wurde 1852 errichtet. Die Synagoge im Stil des Neoklassizismus ist ein geschütztes Baudenkmal.
Im Jahr 1894 wurde die Synagoge der neologen Gemeinde umgebaut und 1898 wurde von Sándor Országh eine Orgel geschaffen. 
Während des Zweiten Weltkriegs wurde die Synagoge von den Deutschen zweckentfremdet.
Von 1993 bis 1995 fand eine umfassende Renovierung des Synagogengebäudes statt.